# Válka o bavorské dědictví
Válka o bavorské dědictví (1778 – 1779) byla v řadě čtvrtá dědičná rozepře mezi Pruskem krále Fridricha II. zvaného Veliký a Rakouskou monarchií v čele s císařovnou Marií Terezií a jejím synem římskoněmeckým císařem Josefem II. V průběhu konfliktu, jehož dějištěm se stalo zejména území severních a severovýchodních Čech, neproběhly žádné rozsáhlé či generální bitvy, samotné vojenské operace se omezily na období několika měsíců, ale průběh střetnutí předznamenával nový charakter válečnictví, a to poziční válku. Klasickou lineární taktiku proti sobě jdoucích mas vystřídalo manévrování a taktické přesuny vojsk na rozlehlém území, při tom se využívalo přírodních překážek, zejména vodních toků. Využitím této taktiky včetně toků Labe a Jizery, rakouská armáda zabránila protivníkovi dosáhnout jeho válečných cílů a přinutila jej stáhnout se zpět za české hranice.
Pro nedostatek proviantu v této válce se vojáci často živili krmnými bramborami nebo nezralými švestkami. Tak se pro konflikt vžil lidový název bramborová válka, případně švestkový povyk nebo švestková mela (Zwetschkentummel).

## Casus belli
30. prosince 1777 zemřel v Bavorsku poslední člen vilemínské (starobavorské) linie rodu Wittelsbachů, kurfiřt Maxmilián Josef. Jelikož po sobě nezanechal dědice, přešly dědické nároky na falckého kurfiřta z téhož rodu (rudolfínské linie) Karla Teodora. Tato okolnost se zdála příznivá pro římskoněmeckého císaře Josefa II., který by nyní mohl uskutečnit svůj záměr výměny vzdáleného Rakouského Nizozemí za Bavorsko. Politická situace v Evropě hrála v jeho prospěch a 14. ledna 1778 Karel Teodor uznal rakouské nároky na Bavorsko. O dva dny později 10 000 císařských vojáků překročilo hranice země. Rakouská monarchie tím dosáhla výsadního postavení v rámci celé římskoněmecké říše a zároveň územního scelení. Tato politika však narazila na odpor pruského krále Fridricha II., který se po celý život snažil zachovat v říši rovnováhu sil, ovšem s výjimkou svého království, pro něž chtěl získat výsadní postavení. Neprodleně proto zahájil diplomatickou intervenci u zahraničních dvorů a brzy na svou stranu získal Karla Falcko-zweibrückenského, vévodu Meklenbursko-Zvěřínského a saského kurfiřta. Při diplomatických jednáních se z pochopitelných důvodů snažil vystupovat jako „obránce říšského míru.“ Smlouvu mezi Rakouskem a Karlem Teodorem považoval za zahanbující, nehledě na fakt, že některé části Bavorska dědičně náležely jiným říšským zemím. 26. ledna pruský panovník vyhlásil mobilizaci, kterou Vídeň považovala za pouhou demonstraci síly a nevěřila, že opravdu vypukne válka. 16. března 1778 vzneslo Prusko a Zweibrückensko na říšském sněmu protest proti postupu Rakouska a o několik dní později Fridrich II. poskytl vévodovi Zweibrückenskému záruku jeho dědického práva na Bavorsko. 6. dubna se přesunul z Berlína do vojenského tábora nedaleko pevnosti Silberberg u českých hranic. 4. května 1778 již stály pruské jednotky ve Slezsku a Sasku v pohotovosti. Současně se Fridrich II. snažil získat od říšského sněmu pověření k uskutečnění exekuce Bavorska.
Na pozadí těchto událostí, po celé první pololetí 1778 vedl Berlín a Vídeň intenzivní diplomatické rozhovory, které však nevedly ke konkrétním výsledkům. K největší eskalaci napětí došlo 15. června, kdy pruský panovník ultimativně požadoval jednoznačnou odpověď na to, jaké oblasti si Rakousko nárokuje a jakého odškodnění se dostane Karlu Theodorovi a Sasku. Vyhýbavou odpověď obdržel 27. června. Tato reakce jej naprosto neuspokojila, a tak 3. července vyhlásil Rakousku válku.

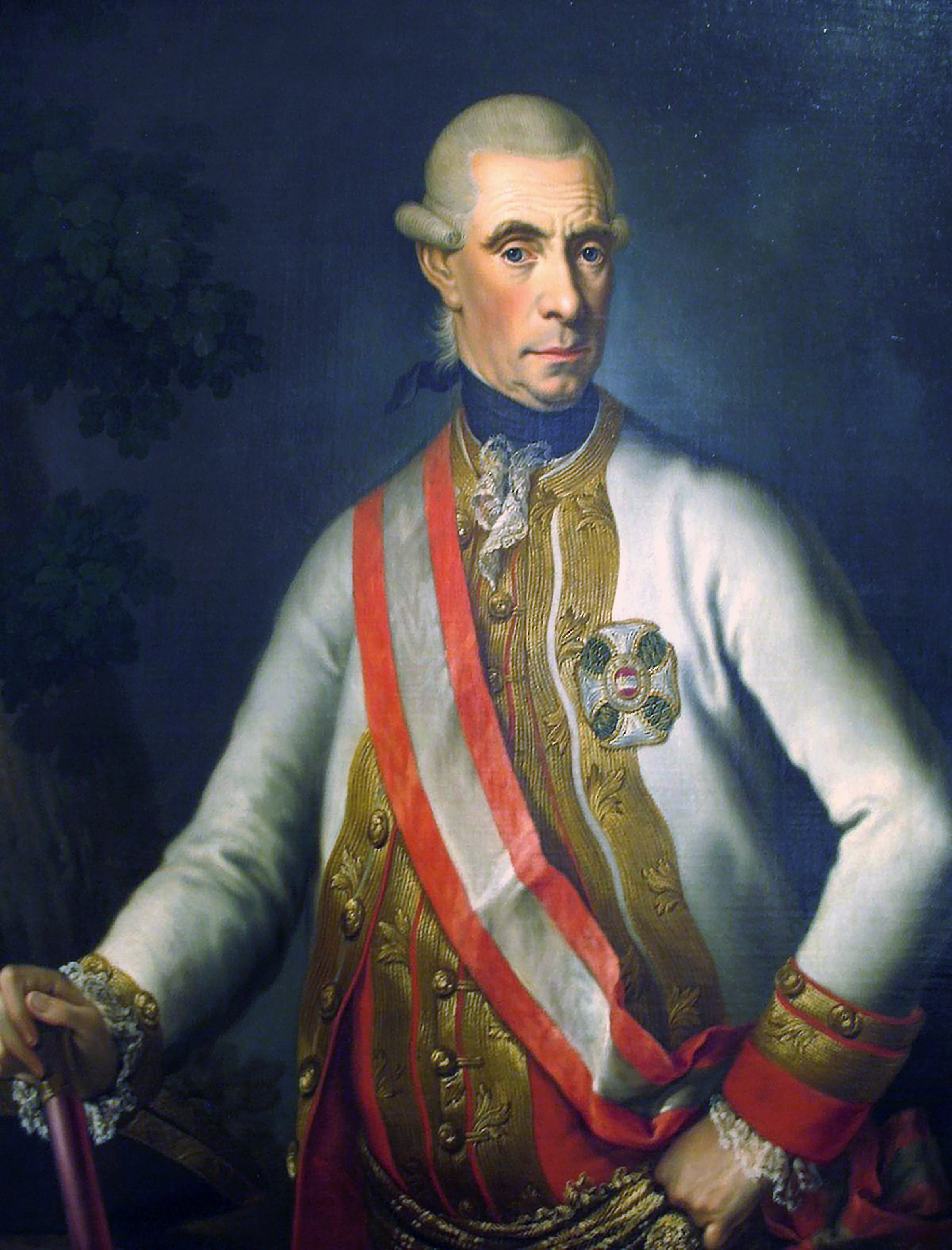
Gideon Ernst von Laudon
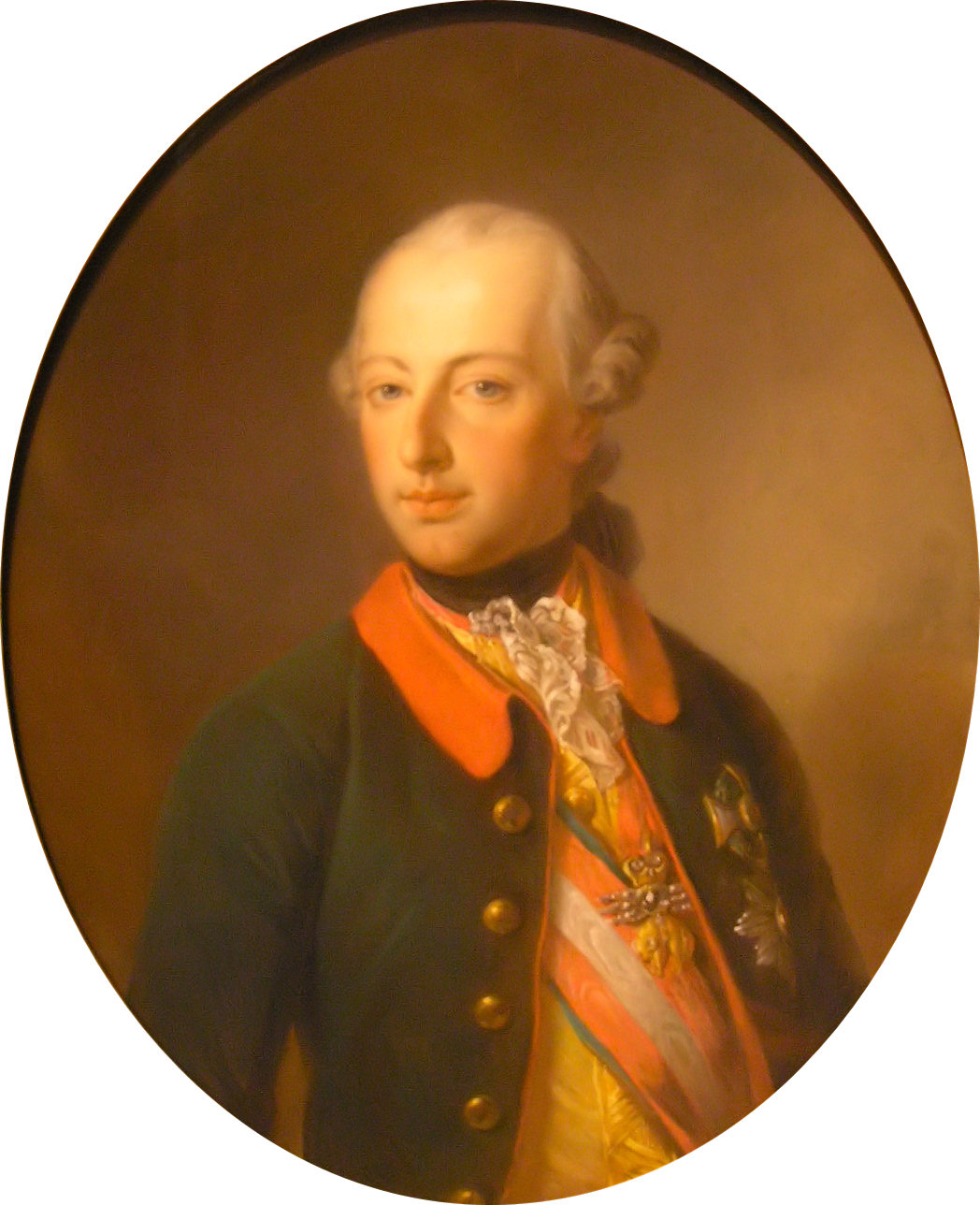
Císař Josef II.
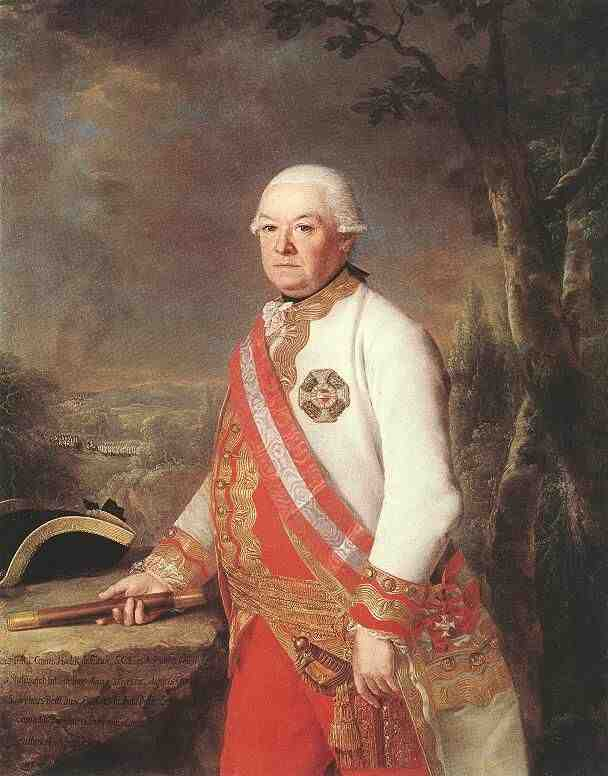
Maršál Hadik
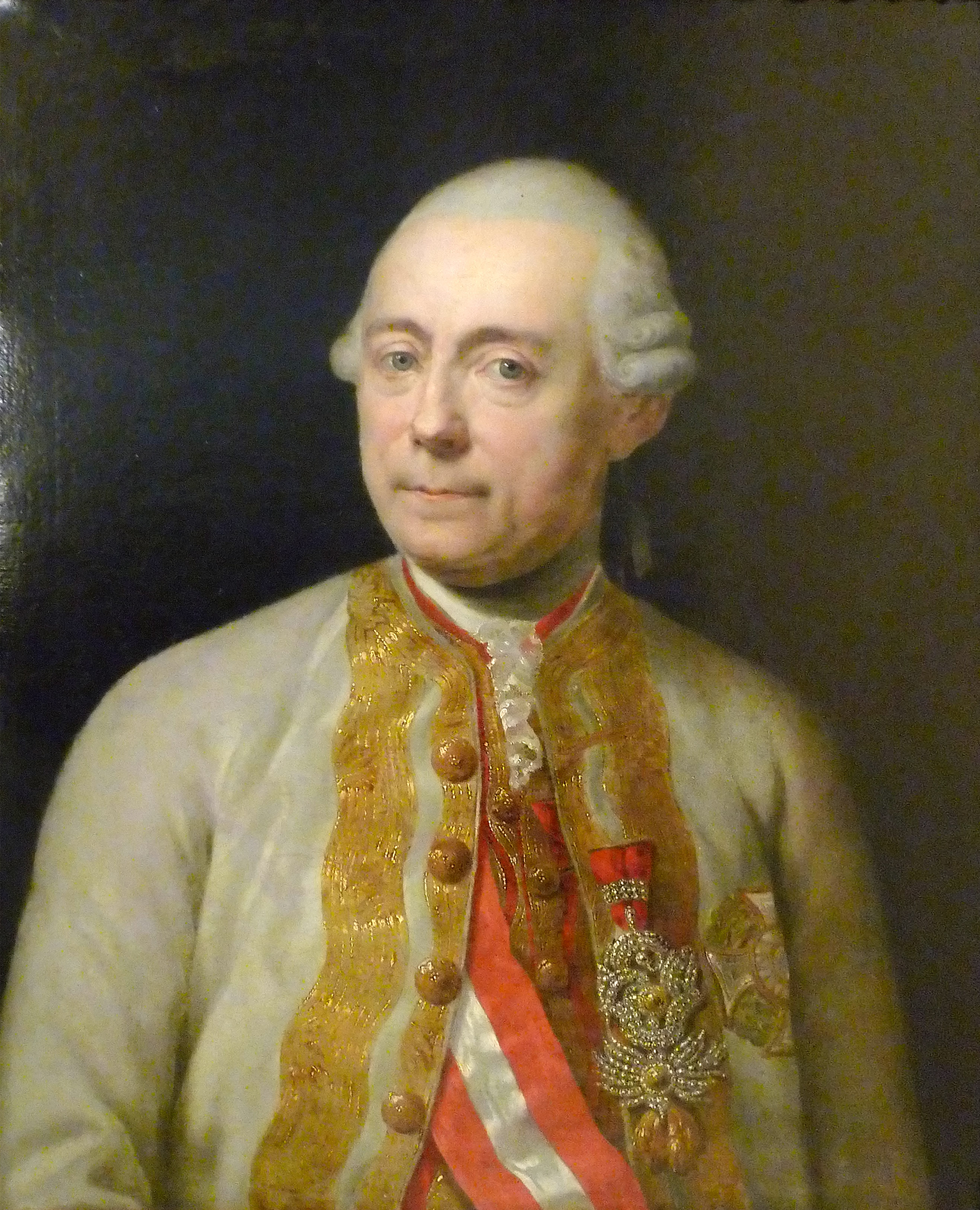
Franz Moritz von Lacy

## Poměr sil
Prusko: 
1. armáda pod velením krále Fridricha II. v počtu 87 000 mužů byla rozmístěna na území Slezska. Síly 2. armády pod velením králova bratra prince Jindřicha o síle 67 000 pruských a 22 000 saských vojáků stály v pozicích na území Saska.
Rakousko: 
1. armáda pod velením císaře Josefa II., maršála Lacyho a maršála Hadika v počtu cca 80 000 mužů a 426 těžkých děl byla rozmístěna na západním břehu Labe mezi Hradcem Králové a Hostinným. Úkolem 2. armády pod velením polního maršála Gideona von Laudona o síle 62 000 mužů byla obrana česko-saských hranic. Skládala se z 28 setnin granátníků, 37 pěších praporů, 71 jezdeckých eskadron a 252 těžkých děl.

## Válečné události

### Severní fronta

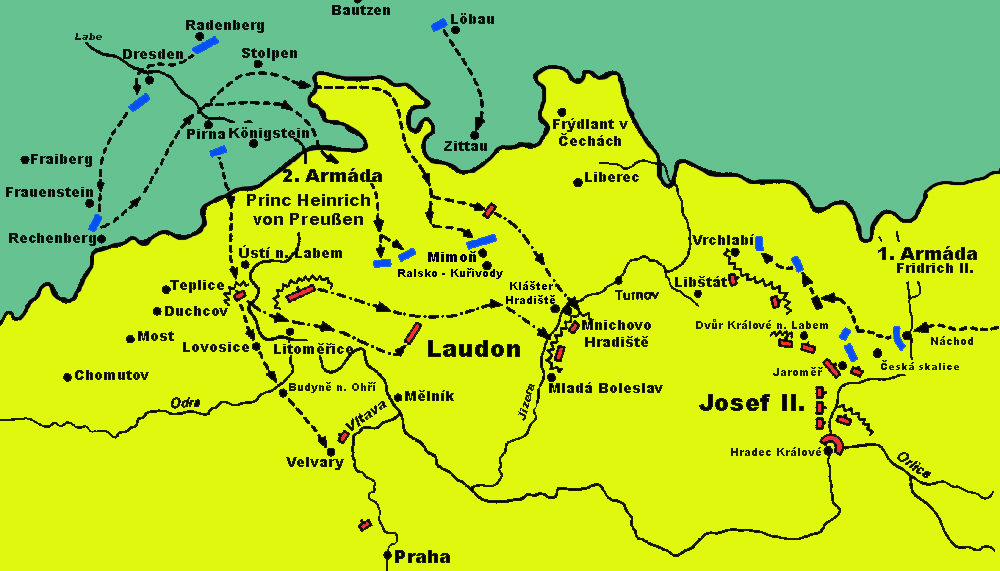
Válečné operace roku 1778.

5. července 1778 překročil předvoj pruské armády pod velením Fridricha II. české hranice u Náchoda. Zde narazil na hlavní síly císařské armády zakopané v obranných postaveních v úseku západního břehu Labe mezi Vrchlabím a Jaroměří (další obranná postavení byla vybudovaná i severovýchodně od Hradce Králové v úseku mezi řekami Labe a Orlicí). Vojsko pruského panovníka se utábořilo na levém břehu řeky s hlavním stanem ve Vlčkovicích. Záhy se Fridrich II. pokusil obranná postavení Rakušanů obejít údolím krkonošského masivu. Nicméně přehradná palba dělostřelectva i střelba pěchoty, ukryté za náspy a záseky na protilehlém břehu Labe, které stačila rakouská armáda budovat souběžně s pohybem Prusů, mu v průniku do vnitrozemí zabránila. Potom zkusil pruský král rakouskou armádu vymanévrovat z jejího postavení a přinutit ji svést bitvu v otevřeném terénu. 8. července se u Zvičiny pokusil o obchvat císařského křídla, avšak nakonec se neodvážil zaútočit na silné protivníkovy pozice. Obě armády pak proti sobě stály v opevněných pozicích až do 15. srpna, kdy se Fridrich II. přemístil ke Stříteži, odkud své muže po týdnu marného čekání na císařský protiútok odvedl k Hostinnému. Zde se pokusil o obchvat protivníkova levého křídla, avšak opět neúspěšně, jelikož Rakušané pokračovali ve své strategii a stačili vybudovat obranu paralelně s jeho pohybem. Válka tak nabyla ryze pozičního charakteru. 22. srpna se Prusové přemístili k Čisté v Krkonoších, přičemž jejich panovník zvažoval vést přechod Labe východně od Vrchlabí. Císařští však drželi v rukou velkou část krkonošského prostoru, a po důkladném průzkumu terénu se k útoku neodhodlal ani zde. Při této příležitosti prý prohlásil: „Mrzí mě to, ale vidím, že se tu nedá nic dělat.“ Za neúspěchy se pruští vojáci mstili na místním obyvatelstvu.
8. července císařovna Marie Terezie, v mateřských obavách o život svých synů, vyslala svobodného pána Franze von Thugut, aby s pruským králem vyjednával o kompromisním řešení konfliktu. Důsledkem této snahy bylo pouze napětí ve vztazích mezi matkou i synem.

### Severozápadní fronta
Na obranu saských hranic maršál Laudon zřídil opevněnou linii jižně od Ústí nad Labem mezi Labem a Milešovkou. Na druhém břehu Labe pak linie pokračovala podél silnice z Litoměřic do České Lípy s hlavním opěrným bodem u Blíževedel. A konečně vybudoval obranná postavení v prostoru severozápadně od Velvar a podél silnice z Velvar na Prahu. Stejně jako pruský král, tak i jeho bratr překročil české hranice 5. července. Aby princ Jindřich upoutal pozornost Rakušanů, vyslal směrem k Chomutovu diverzní oddíl. Laudon se však nenechal oklamat, hlavní síly ponechal v pevných postaveních a do prostoru Chomutova vyslal pouze útvar pod velením generála de Vins. Hlavní útok směřující k Turnovu, zahájila prusko-saská armáda v noci z 30. na 31. července. Vojáci překročili hřebeny Krušných a Lužických hor, obešli Laudonův bok a sváděli šarvátky s osádkami z předsunutých postavení, které se podle plánu organizovaně stahovaly do hlavních polních opevnění. Nakonec byl však maršál Laudon nucen stáhnout se až k Jizeře, neboť jedním z jeho rozkazů od rakouské panovnice bylo vystříhat se větší bitvy. Navíc byl nucen zabezpečit týl maršála Lacyho pro případ, že by se pruskému králi podařilo prorazit obranu císaře Josefa. Při přechodu Jizery strhl všechny mosty, díky čemuž princ Jindřich uvázl v opevněném ležení u Mimoně. Z této pozice se posléze snažil spíše pasivními výpady nalézt skulinu v Laudonově obraně. Navíc kvůli špatným možnostem získávání proviantu, obě pruské armády postihla vlna epidemie úplavice.

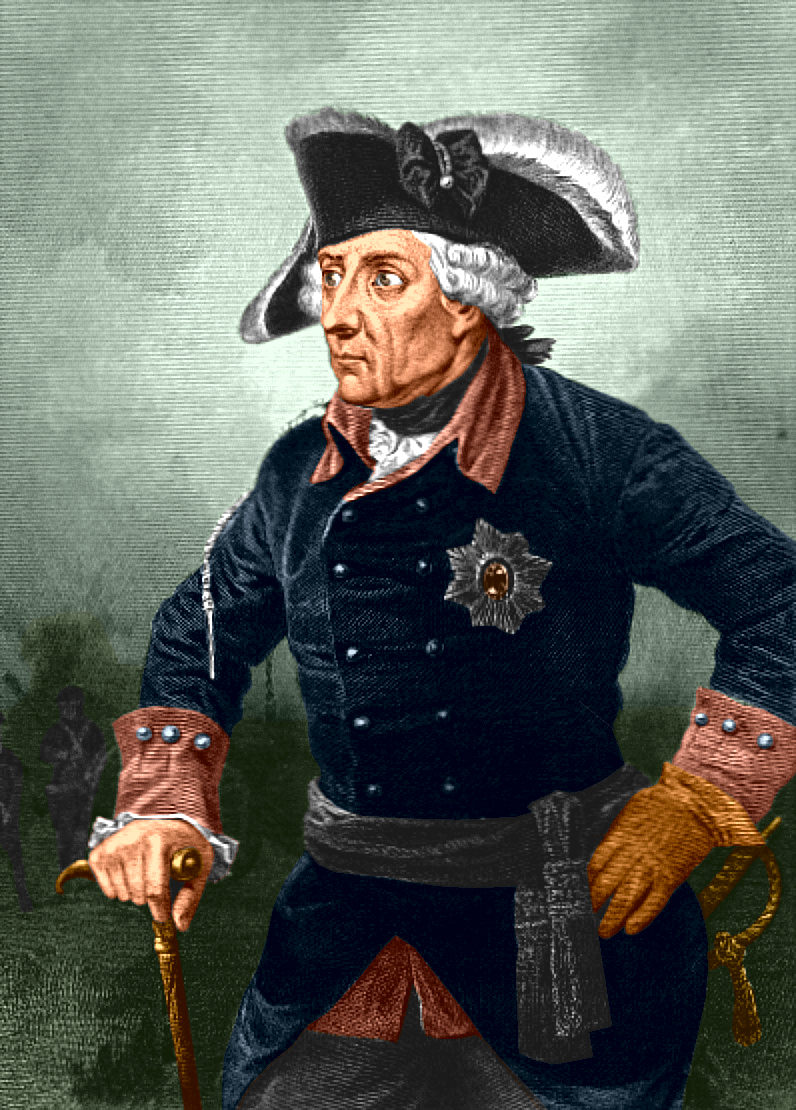
Král Fridrich II.
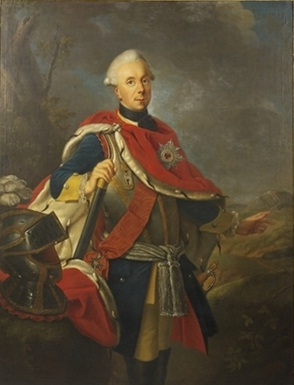
Princ Jindřich Pruský

### Pruský ústup
Koncem srpna se v táboře krále Fridricha II., kterému se nepodařilo prolomit obranu na slezské severní frontě, nacházelo na 12 000 nemocných; v táboře prince Jindřicha zhruba okolo 6000. Za této situace začali Prusové stahovat z Čech „těžší“ součásti armády (děla, polní pekárny, kovárny atd.) a zároveň výpalné a kořist pocházející z drancování českých měst a vesnic.
5. září zaútočil Laudon na předsunutá postavení armády prince Jindřicha u Kláštera Hradiště nad Jizerou a Kuřívod. Vytrvalým tlakem donutil pruské jednotky ustupovat k Litoměřicím a překročit Labe v místech, které vyhovovaly uskutečnění jeho strategického záměru. Pro jeho realizaci si od císaře Josefa II. vyžádal dvanáct praporů pěchoty, které využil k posílení pravého křídla. Vzápětí překročil Labe u Brandýsa a Vltavu u Veltrus a začal nepřítele obchvacovat. Armáda prince Jindřicha se tak dostala do obklíčení z několika stran u Budyně nad Ohří. V této situaci se Laudon připravoval na generální bitvu. 23. září však do jeho hlavního stanu dorazil císař Josef II., jenž mu byl proti své vůli nucen tlumočit požadavek Marie Terezie, která si přála, aby od svého záměru upustil. Chtěla si tak nechat otevřené dveře pro další mírová řešení konfliktu. Pruské armádě bylo posléze bez větších problémů povoleno se stáhnout za hranice Čech, přičemž docházelo pouze k drobným potyčkám vyvolaným rakouskými veliteli, kteří se toužili pomstít Prusům za jejich chování na českém území. V této situaci polní zbrojmistr Laudon, jemuž se znechutilo válčení, kde se protivníci jeden druhému vyhýbají, požádal o propuštění a na jeho místo byl dosazen maršál Hadik. Samotný ústup stál pruského krále 18 000 mužů, kteří pro nemoc padli do zajetí nebo se vzdali do rukou Rakušanů.

## Politická dohra
Přestože se další pohraniční šarvátky odehrávaly po celou zimu 1778 – 1779, přípravy k dalšímu konfliktu byly přerušeny 7. března uzavřením příměří a následným diplomatickým jednáním v Těšíně. Rokování bylo ukončeno 13. května podepsáním těšínské mírové smlouvy. Podle ní se vlády v Bavorsku ujal dolnofalcký kurfiřt Karel Teodor a jeho nástupcem byl potvrzen vévoda Karel Zweibrückenský. Rakousku bylo přiřčeno pouze nevelké území jihovýchodně od soutoku Innu a Dunaje, kde žilo okolo 60 000 obyvatel. Prusko za válku zaplatilo 30 milionů tolarů a 20 000 lidských životů.